# En stjerne fødes (film fra 1954)
 For alternative betydninger, se En stjerne fødes. (Se også artikler, som begynder med En stjerne fødes)
En stjerne fødes (originaltitel: A Star is Born) er en amerikansk musikalsk dramafilm fra 1954 instrueret af George Cukor og med Judy Garland og James Mason i hovedrollerne.
Filmen er den anden af i alt fire film under titlen A Star Is Born med historien om en ung kvindelig sanger, der bliver opdaget og opnår stjernestatus. Den oprindelige film blev indspillet i 1937 med Janet Gaynor og Fredric March i hovedrollerne, og senere kom i en 1976 En stjerne fødes med Barbra Streisand og Kris Kristofferson og den fjerde udgave i 2018 med Lady Gaga og Bradley Cooper.

## Medvirkende
- Judy Garland – Esther Blodgett / Vicki Lester
- James Mason – Norman Maine